# Sokratis Giolias
Sokratis Giolias (grec moderne : Σωκράτης Γκιόλιας) est un journaliste d'investigation, un blogueur et une personnalité de la radio, né le 13 février 1973 et assassiné le 19 juillet 2010,. À sa mort, il était directeur des informations de la radio privée d'Athènes, Thema FM. Il était le cofondateur du blogue d'information « Troktiko » selon plusieurs sources, bien qu'il ait nié tout lien avec ce site durant sa vie. Ce blogue devint l'une des principales sources d'informations en Grèce. La veille de son assassinat, le site de Troktiko est suspendu, pour des raisons de sécurité.
D'après ses collègues, il avait planifié de publier les résultats d'une enquête sur la corruption les jours suivants. Il était reconnaissable par le public grec notamment pour sa proche collaboration avec le journaliste d'investigation Makis Triantafyllopoulos. Avant de faire du journalisme d'enquête, il faisait du journalisme sportif.

## Biographie

### Assassinat
Vers 5h30 (UTC) le 19 juillet 2010, trois hommes habillés en personnel de sécurité et portant des gilets pare-balles sont arrivés à la résidence de Giolias, dans l'un des quartiers d'Athènes. Utilisant l'intercom, les hommes ont demandé à Giolias de venir dans la rue sous le prétexte que sa voiture était en train d'être volée. Une fois Giolias sorti, deux hommes ouvrirent le feu avec au moins deux fusils semi-automatiques 9 mm Para. Le groupe tira 16 fois et, selon les rapports, le touchèrent « au moins 15 fois » avant de prendre la fuite en voiture. Il est décédé sur le coup,.
Selon l'enquête, il aurait été tué par des membres de la Secte des révolutionnaires.

### Vie privée
Il a un frère, Periklis Giolias, qui est arbitre de football.

## Sources
- (en) Cet article est partiellement ou en totalité issu de l’article de Wikipédia en anglais intitulé « Assassination of Sokratis Giolias » (voir la liste des auteurs).